# Могила рабина Нахмана з Брацлава
Могила засновника брацлавського (бреславського) хасидизму рабина Нахмана з Брацлава (Бреслава) — (відома серед прихильників як «Святий Сіон») знаходиться в місті Умань в Україні і є центром паломництва для прихильників та шанувальників рабина Нахмана.

## Історія поховання Цадика Нахмана
У 1810 р. рабі Нахман, відчуваючи близьку смерть, вирішив поселитися в Умані, де за декілька років до його народження відбулося гайдамацьке повстання і постраждало чимало євреїв. 
Рабин Нахман помер у лікарні Тишрей (вівторок, Суккот), 16 жовтня 1810 року.
Він був похований на єврейському кладовищі.

## Заповіт цадика Нахмана
Рабин Нахман лишив своїм учням книгу «Тікун Хаклалі» («Загальна Спокута»). Це десять розділів Псалмів, в яких дані чіткі інструкції щодо процедури відвідування могили цадика та нагороди за відданість послідовників.
Рабин Нахман пообіцяв — він обов’язково врятує душу того, хто прийде до його могили, дасть милостиню і вимовить ці десять глав Псалмів: «Я схоплю тебе за пейси і витягну з пекла, як би там не було і яких би поганих справ ти не зробив».
Рабин Нахман також заповідав, щоб його послідовники приходили до нього на могилу на Рош га-Шана, кажучи, що в цей час він має особливу силу «пом'якшити закони» над тими, хто буде поруч з ним в цей день. 

## Паломництво на могилу до 1980 року
Могила рабина Нахмана стала місцем паломництва послідовників його вчення. Це тривало до середини 1920-х років.
Після більшовицького перевороту паломникам ставало все важче приїжджати до Умані.
Під час радянської влади хасиди проводили паломництво в цьому районі, і до середини 30-х років тут діяв невеликий бейт-мідраш (місце, спеціально призначене для постійного вивчення Тори).
У 1937 році радянська влада перетворила синагогу на фабрику металовиробів. Після війни територію кладовища віддали під забудову й городи.
Під час Другої світової війни могила була зруйнована, а в післявоєнні часи територія старого єврейського кладовища була забудована житловими будинками.
Деякі послідовники Нахмана робили спроби розкопати та упорядкувати залишки могили вчителя. І тільки в кінці 1980-х років ця справа набула широкого масштабу.

## Паломництво на могилу після незалежності України
Паломництво відродилося на початку перебудови і особливо після отримання незалежності України.
В 1988 році після тривалих переговорів атеїстична влада пішла на поступки і 250 паломників отримали змогу відсвяткувати Рош га–Шана в Умані. У 1989-му паломників була вже тисяча, наступного року — 2 тисячі. У вересні 1991-го десятки літаків із паломниками прибули до Києва з Ізраїлю і, тоді ще через Москву із США, Канади, Англії, Франції, Бельгії, Австралії. 
У січні 1993 р. під час своєї поїздки в Єрусалим Леонід Кравчук дав згоду на перенесення залишків рабина Нахмана в Єрусалим. Але проти цього виступили лідери брацлавських хасидів, бо це суперечило волі покійного.
У 1993 р. двоє ізраїльських хасидів вчинили спробу викрадення останків Нахмана для перезахоронення, але їм перешкодила українська міліція.
У 1994 році указом Президента України місце поховання рабі Нахмана отримало статус історико-культурного центру.
Брацлавські хасиди викупили землю, де розташовувалася могила вчителя.
У 2005 році Президент України Віктор Ющенко підписав розпорядження, в якому доручив Кабінету Міністрів створити державну програму паломництва. Утім Уряд не справився з цим завданням. У 2007 році, під час візиту Ющенка до Ізраїлю, представники Міжнародного фонду ім. рабі Нахмана вручили йому Кубок благословення за підтримку паломників-хасидів.
Нині хасиди з усього світу масово приїздять на могилу рабина Нахмана на осінні свята Новий рік (Рош га-Шана), Судний день (Йом Кіпур) та Радість Тори.
У 2015 р. їх було до 30 тисяч, 2016 року — більше 31 тисячі .
В районі могили рабина Нахмана була створена єврейська громада з кількома десятками сімей.
В кінці грудня 2016-го в Умані на могилі цадика Нахмана вчинено акт вандалізму — приміщення залили червоною фарбою та підкинули відрізану свинячу голову із зображенням свастики. Розслідування цього злочину у могильному комплексі «Цадика Нахмана» в Умані взяв під особистий контроль генеральний прокурор України.
Напередодні святкування Рош га-Шана 5771 представники влади в Ізраїлі та Україні виступили проти паломництва хасидів до Умані.
Український уряд оголосив про заборону в’їзду іноземцям з 28 серпня по 28 вересня через пандемію коронавірусу. Заборона припала саме на початок масового паломництва в Умань хасидів зі всього світу на святкування юдейського нового року — Рош га-Шана.

## Хто опікується могилою

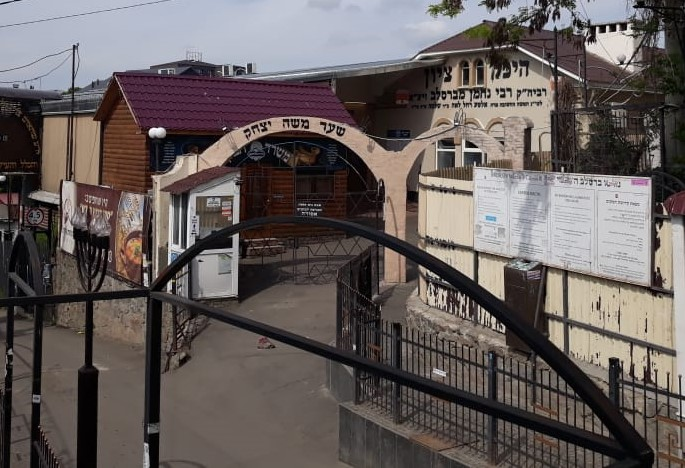
Вхід до міста паломництва

У 1996 році в Умані створений і зареєстрований Мін’юстом України Міжнародний благодійний фонд ім. Рабі Нахмана із Брацлава, що опікується могилою рабина Нахмана та організацією паломництва.
В Умані благодійний фонд представляє президент фонду Натан Бен-Нун.

## Зовнішні посилання
- Офіційний вебсайт могили рабина Нахмана з Бреслава [Архівовано 24 лютого 2021 у Wayback Machine.]
- Офіційна сторінка могили рабина Нахмана у Facebook
- Умань стане міжнародним центром паломництва хасидів [Архівовано 20 квітня 2021 у Wayback Machine.]